# Ficimia variegata
Ficimia variegata (теуантепекська гачконоса змія) — вид змій родини полозових (Colubridae). Ендемік Мексики.

## Поширення і екологія
Теуантепекські гачконосі змії відомі з кількох місцевостей, розташованих в районі перешийка Теуантепек, в мексиканських штатах Веракрус і Оахака. Вони живуть у вічнозелених тропічних лісах.